# Klassenfahrt (Album)
Klassenfahrt ist das elfte Album der Kölner A-cappella-Gruppe Wise Guys. Es erschien am 29. Januar 2010.
Am 17. August 2012 wurde es mit der Goldenen Schallplatte ausgezeichnet.

## Stil und Inhalt
Der Titel Klassenfahrt wurde gewählt, da er „[die Atmosphäre der CD] perfekt zusammen[fasst].“
Das Album enthält 17 Lieder, die zum Teil bereits auf Konzerten gesungen wurden, wie etwa Im Flugzeug oder Mit besten Grüßen. Es handelt sich außerdem um das erste Album, das mit Nils Olfert aufgenommen wurde, der für Clemens Tewinkel nachrückte.
Ein Novum stellt der Titel Hamlet dar. Unter Aussparung unwichtiger Nebenhandlungsstränge und -charaktere gelang es der Band in nur 52 Textzeilen, die wesentliche Handlung des großen Shakespeare-Dramas im Stil des deutschen Rap wiederzugeben.

## Titelliste
1. Latein – 2:42
2. Klassenfahrt – 2:28
3. Im Flugzeug – 3:34
4. Mittsommernacht bei IKEA – 3:14
5. Hamlet – 3:47
6. Das ist der Hammer – 3:20
7. Lass die Sonne scheinen – 3:00
8. Lisa – 3:18
9. Starte durch – 2:45
10. Schlechtes Karma – 3:03
11. Wir zwei – 3:31
12. Ich hab geträumt – 2:29
13. Mit besten Grüßen – 4:03
14. Ich liebe sie dafür – 2:40
15. Sorge dich nicht – 3:10
16. Mein neues Handy – 2:48
17. Am Ende des Tages – 3:03

## Rezension
„Von den Arrangements und der Produktion perfekt umgesetzt, im Zusammenspiel hapert es jedoch … Der Haken ist, dass dies eher wie eine Comedy- oder Ratgeber-CD wirkt, die für wenige Male Hören durchaus Neues bietet, aber kaum dafür langt, als eigenständige CD im Player zu verweilen. … Doch der etwas fade Gesamteindruck bleibt. Viele Lieder bewegen sich auf kindlichem Niveau und reichen nicht an das alte Material der Kölner heran.“

Das Album stieg in der ersten Woche auf Platz 2 der deutschen Albumcharts ein, 19 Wochen hielt es sich in der Hitparade.